# 帕洛卡比爾多
帕洛卡比爾多是哥倫比亞的城鎮，位於該國中西部，由托利馬省負責管轄，距離首府伊瓦格120公里，始建於1997年11月17日，面積65平方公里，海拔高度1,166米，2005年人口9,433。
5°08′00″N 75°02′00″W / 5.13333°N 75.0333°W